# 拉墨语
拉墨语是一种在老挝使用的孟高棉语族语言。在泰国南邦府还有一百名使用者，在那里的称呼是Khamet。拉墨语使用者称其语言为[χəmɛːt]，更少时候是[kʰəmɛːt]。

## 位置
南邦府拉墨语原本分布在老挝琅南塔北部的Takluh村。
一种关系密切的变体称作Lua分布在泰国清莱府南部渊巴宝县的Ban Pang Chok(Ban Lua)村。